# Ría de Betanzos
La ría de Betanzos es una de las doce que conforman las Rías Altas gallegas, y una de las cuatro que forman el golfo Ártabro. Se encuentra en el norte de la provincia de La Coruña, y baña los municipios de Sada, Bergondo, Betanzos, Paderne, Miño y Puentedeume.

## Descripción

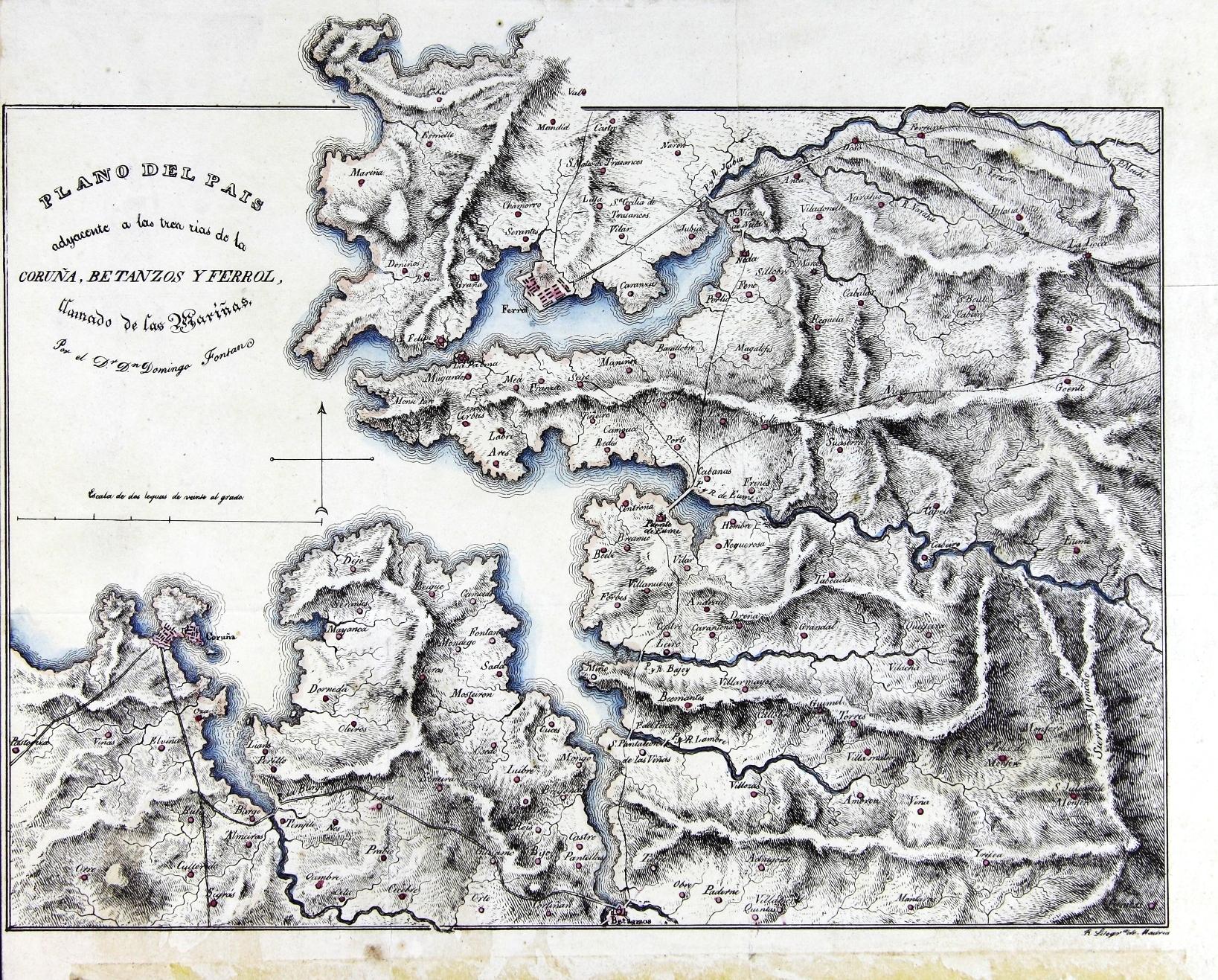
PLANO DEL PAIS
adyacente a las tres rías de la
CORUÑA, BETANZOS Y FERROL,
llamado de las Mariñas,
Por el D.^{r} D.^{n} Domingo Fontán

La ría nace en la ciudad de Betanzos, como consecuencia de la desembocadura conjunta de los ríos Mendo y Mandeo. Discurre entre marismas y juncales durante unos ocho kilómetros, para ampliarse notablemente a partir de entonces, y acabar uniéndose a la ría de Ares en el cabo conocido como Punta Carboeira. Además de los mencionados ríos, desembocan en sus aguas el Lambre y el Bajoy, ambos por su margen derecha.
Duramente castigada por las mareas negras provocadas por los petroleros Urquiola (1975) y Mar Egeo (1992), ambos siniestrados en el vecino puerto de La Coruña, la ría lucha por recuperar la riqueza marisquera que antaño la caracterizaba. Cuenta con algunas de las mejores playas de Galicia, destacando especialmente la de Perbes y la Playa Grande, en el ayuntamiento de Miño, y la de Gandarío, en el término municipal de Bergondo.
Si bien en la antigüedad fue navegable en toda su extensión, los sedimentos depositados en sus fondos y en sus riberas fueron reduciendo ostensiblemente su calado, hasta ser posible la navegación únicamente en el tramo final. No obstante, esta circunstancia ha permitido la construcción de tres puentes sobre sus aguas: uno de ferrocarril y dos viaductos, que permiten acortar el trayecto que separa La Coruña de Ferrol.
Esta condición ha permitido, sin embargo, su catalogación como espacio natural protegido dentro de la Red Natura 2000 impulsada por la Unión Europea dentro del conjunto Betanzos-Río Mandeo. Así, la ría de Betanzos se consagra como un Zona especial de conservación debido a su riqueza faunística típica de un espacio intermareal.
- Datos: Q2789501
- Multimedia: Ría de Betanzos / Q2789501